# Зеленский, Юрий Борисович
Юрий Борисович Зеленский (22 августа 1947, Сталинград — 27 мая 2015, Саратов) — российский политический деятель, депутат Государственной думы Федерального собрания РФ пятого созыва (2007—2011).

## Биография
Родился 22 августа 1947 года в Сталинграде.
В 1971 году окончил Саратовский политехнический институт.
С 1971 по 1992 год — младший научный сотрудник, ассистент кафедры «Экономика отрасли», проректор по хозяйственной работе Саратовского политехнического института.
С января по май 1992 года — исполнительный директор Саратовского отделения общественного объединения «Фонд поддержки фундаментальных исследований и содействия производств наукоемкой продукции „Прогресс“».
С мая 1992 по июнь 1995 года — заместитель председателя, начальник управления по инвестициям, недвижимости и ценным бумагам Фонда имущества Саратова.
С июня по ноябрь 1994 года — заместитель председателя, начальник управления продаж и ценных бумаг Комитета по управлению имуществом администрации Саратова.
С ноября 1994 по июнь 1995 года — заместитель председателя — начальник управления по инвестициям, недвижимости и ценным бумагам Комитета по управлению имуществом администрации г. Саратова.
С июня 1995 года — председатель правления муниципального банка «Радоград». С июня 1997 года — член Совета директоров банка «Радоград».
С июля 1997 года — председатель правления АКБ «СБС-Агро-Радоград».
С декабря 1998 года по декабрь 2007 года — начальник Главного управления Центрального банка Российской Федерации по Саратовской области.
2005—2007 — депутат Саратовской областной Думы третьего созыва (на общественных началах).
2007—2010 — депутат Государственной думы ФС РФ пятого созыва, заместитель председателя Комитета Государственной думы по финансовому рынку.
22 августа 2010 года сложил полномочия депутата и перешёл на должность начальника Главного управления Банка России по Саратовской области. Мандат перешёл Игорю Архипову.
2010—2013 — вновь начальник главного управления Центрального банка РФ по Саратовской области.
Председатель финансово-экономического совета коллегии по безопасности при главном федеральном инспекторе по Саратовской области.
Был руководителем саратовского отделения и членом правления Российского общества оценщиков.
Умер 27 мая 2015 года в Саратове.